# 拉布尔
拉布尔（法語：Labourd，法語發音：[labuʁ]）是法国历史上的一个封建领地，位于今法国大西洋比利牛斯省西部，也是巴斯克地區的一部分。
拉布尔领土沿比斯開灣从比利牛斯山延伸至阿杜尔河，南至西班牙吉普斯夸省和纳瓦拉自治区，东临下纳瓦拉地区，北接法国朗德省。其面积约900平方千米，人口逾20万，超过25%的居民讲巴斯克語（巴约讷-昂格莱特-比亚里茨地区为17%，其余地区为43%），是法国巴斯克地区三个传统省份中人口最多者。长久以来拉布尔也有加斯科涅语使用，尤其是在阿杜尔河畔。